# Çayıralanı, Ömerli
Çayıralanı là một xã thuộc huyện Ömerli, tỉnh Mardin, Thổ Nhĩ Kỳ. Dân số thời điểm năm 2010 là 7 người.